# GTR 2: FIA GT Racing Game
 (août 2018).
Si vous disposez d'ouvrages ou d'articles de référence ou si vous connaissez des sites web de qualité traitant du thème abordé ici, merci de compléter l'article en donnant les références utiles à sa vérifiabilité et en les liant à la section « Notes et références ».
GTR2 est un jeu vidéo de simulation automobile développé par SimBin. Depuis sa commercialisation en septembre 2006, il a toujours reçu de bonnes critiques. Le jeu est une simulation des courses FIA GT 2003 et 2004.

## Système de jeu
GTR2 dispose de plusieurs modes de jeu. Parmi ceux-ci, existent les modes Championnat, Course simple, Entrainement, Courses de 24 heures (avec possibilité de sauver en cours de partie) Contre-la-montre, et École de conduite. Les championnats officiels sont ceux de la FIA GT de 2003 et 2004. Cependant, contrairement à son prédécesseur, GTR2 offre de plus grands circuits et permet d'en créer de nouveaux soi-même.
Un autre atout de ce jeu est l'existence d'une école de conduite. Elle enseigne au joueur des techniques de conduite et permet par la même occasion au joueur de s'entrainer, dans le but d'obtenir des récompenses en cas de bonne reproduction.
Les courses de 24 heures permettent de profiter de l'alternance du jour et de la nuit. Le changement de luminosité est plus fluide et plus rapide que dans l'ancienne version où la course devait être interrompue pendant que le nouveau décor se chargeait.

### Véhicules
Plus de 25 voitures sont modélisées, c'est-à-dire l'ensemble des véhicules composant les courses de GT FIA, de la lignée 300CV GT à la 400CV NGT. D'autres classes sont incluses, notamment G2 et G3. Cependant, comme il existe la possibilité de créer ses propres véhicules, de nombreuses voitures additionnelles ont été modélisées et publiées par la communauté GTR2.
- BMW M Coupé
- BMW M3 GTR (E46)
- Chevrolet Corvette C5-R
- Chrysler Viper GTS-R
- Dodge Viper Competition Coupe
- Ferrari 360 Modena GTC
- Ferrari 550 GTS Maranello
- Ferrari 575 GTC
- Gillet Vertigo
- Lamborghini Murciélago R-GT
- Lister Storm
- Lotus Elise
- Maserati MC12 GT1
- Morgan Aero 8
- Mosler MT900R
- Nissan 350Z
- Porsche 911 Biturbo (996)
- Porsche 911 GT2 (966)
- Porsche 911 GT3 Cup (996)
- Porsche 911 GT3 RS (996)
- Saleen S7-R
- Seat Toledo GT
- TVR Tuscan T400R

### Circuits
15 circuits réels (avec leurs variantes) sont jouables, dont les célèbres Spa, Monza, Imola et Barcelone.
Par ailleurs, les joueurs peuvent mettre à disposition en ligne de nouveau circuits.
- Anderstorp
- Barcelone
- Brno
- Donington
- Dubaï Autodrome
- Enna Pergusa
- Estoril
- Hockenheim
- Imola
- Magny-Cours
- Monza
- Oschersleben
- Spa-Francorchamps
- Valence
- Zhuhai

## Musique
La musique du jeu est réalisée par Stephen Baysted.

## Apports des joueurs
L'une des raisons pour lesquelles on explique le succès qu'a eu GTR2 est la possibilité de créer son propre contenu pour le jeu. Cela a eu beaucoup d'impact sur la communauté des joueurs qui a créé beaucoup de véhicules et de circuits.
Des suppléments de contenu communautaires ont ainsi été publiés :
- V8 Supercars 2006 : met en scène le championnat de V8 Supercars d'Australie;
- World Super GT Christmas Édition : la version de démonstration du supplément en cours d'élaboration, World Super GT.
- Prototype SCC : permet de piloter les prototypes des 24 heures Mans, du championnat américain Américain Le Mans Séries et du championnat européen Le Mans Séries.

## Accueil
Le jeu a remporté le prix IGN de la meilleure simulation de course en 2006[réf. nécessaire]. Il a été consacré meilleur jeu de conduite pour l'année 2006 par GameSpot ainsi que « Meilleur jeu auquel personne n'a joué »[réf. nécessaire] en 2006. Enfin, GameSpy l'éleva au rang de 9e meilleur jeu PC de l'an 2006[réf. nécessaire].